# 李函
李函（英語：Kiwi Lee，1992年3月11日—），臺灣潮模，出生於臺灣基隆市。16歲開始擔任網拍model
，近年轉型成KOL意見領袖。2017年受邀參加《Burberry》倫敦時裝周。此外也是台灣唯一受《Dior》《YSL》《LV》品牌邀請的模特兒。李函以個性短瀏海及特色眼線聞名，近年攻佔各國內外雜誌封面，也曾上過新加坡雜誌。《L'Officiel》

## 生平與家庭
李函生於1992年3月11日，家中有一位妹妹。
因為叔叔是攝影師，從小就知道自己喜歡拍照，對著鏡頭擺姿勢，16歲的時候，從事新娘秘書的學姊找她當模特兒，而她把成品照片放上無名小站，
因此有經紀公司和業餘攝影師找她配合，誤打誤撞地踏入這行，到19歲才真正開始拍雜誌。
李函從事模特兒事業，其實不被家裡贊同，因為家裡觀念保守，父母希望她能從事穩定工作，
直到19歲拍雜誌後，家人才慢慢接受。
李函出道12年來，從網拍到少女雜誌，累積不少粉絲，但仍飽受外界質疑眼光，為了證明自己，剪了短齊瀏海，帶了存有作品集的USB，買張機票飛去香港，
找了六家經紀公司面試，而開始在香港發展，2017年香港的 Burberry團隊主動邀請她去倫敦看秀，開啟她時裝周的發展，接著有《Dior》《YSL》《LV》等大牌邀請前往時裝周看秀。

## 職業生涯
李函從網拍Model出道，2015年去香港發展，成為香港潮牌2%大中華區代言人
，2018年擔任彩妝品牌植村秀粉底液全球形象代言，2019年則是和蔡依林共同代言大中華區GAP「慶祝每個我」
同年創立「李函工作室」，2020年初擔任NYX全球品牌代言人
，6月1日出版出道以來自傳《當花瓶又怎樣！你可以是青花瓷！》。

## 作品集

### 代言
| 年份   | 品牌         | 備註               |
| ------ | ------------ | ------------------ |
| 2016年 | 《2%》       | 大中華區代言       |
| 2017年 | 《REVLONHK》 | 香港區唇膏代言     |
| 2018年 | 《植村秀》   | 全球粉底液形象代言 |
| 2018年 | 《REVLON》   | 香港區代言人       |
| 2019年 | 《GAP》      | 大中華區共同代言   |
| 2020年 | 《NYX》      | 全球代言           |

### 雜誌封面
| 年份   | 雜誌                    | 備註 |
| ------ | ----------------------- | ---- |
| 2017年 | 台灣beauty美人誌        |      |
| 2017年 | 香港Ming’s              |      |
| 2018年 | 香港HASHTAG_LEGEND      |      |
| 2018年 | 新加坡L'Officiel        |      |
| 2018年 | 馬來西亞CITTA BELLA雜誌 |      |

### 音樂
| 年份   | 歌名     | 備註     |
| ------ | -------- | -------- |
| 2011年 | 平行時空 | MV女主角 |

## 獲獎與提名
| 年份   | 獎項               | 類別           | 結果 |
| ------ | ------------------ | -------------- | ---- |
| 2018年 | 香港Hashtag Legend | 最佳造型獎     | 獲獎 |
| 2019年 | Vogue年度時尚穿搭  | 社群風格名人獎 | 獲獎 |